# Parijatah Wetan
Parijatah Wetan is een bestuurslaag in het regentschap Banyuwangi van de provincie Oost-Java, Indonesië. Parijatah Wetan telt 7940 inwoners (volkstelling 2010).